# Zoran Thaler
Zoran Thaler (ur. 21 stycznia 1962 w Kranju) – słoweński polityk i przedsiębiorca, były minister spraw zagranicznych, od 2009 do 2011 deputowany do Parlamentu Europejskiego.

## Życiorys
Ukończył studia z zakresu nauk politycznych na Wydziale Nauk Społecznych Uniwersytetu Lublańskiego. Zaangażował się w działalność organizacji ZSMS (związku socjalistycznej młodzieży słoweńskiej), na bazie której w 1990 powstała partia Liberalna Demokracja Słowenii. W tym samym roku Zoran Thaler został słoweńskim parlamentarzystą, mandat w Zgromadzeniu Państwowym sprawował też po ogłoszeniu przez Słowenię niepodległości.
Od 1990 pełnił kolejno funkcje wiceministra spraw zagranicznych i przewodniczącego komisji spraw zagranicznych. Od 1995 do 1997 z kilkumiesięczną przerwą sprawował urząd ministra spraw zagranicznych w rządzie Janeza Drnovška. Pod koniec lat 90. zajął się działalnością biznesową, m.in. w latach 2004–2006 stał na czele operatora telefonii komórkowej, firmy Si.mobil.
W 2009 powrócił do polityki. W wyborach w tym samym roku z listy Socjaldemokratów uzyskał mandat posła do Parlamentu Europejskiego. W PE został członkiem grupy Postępowego Sojuszu Socjalistów i Demokratów, a także Komisji Spraw Zagranicznych.
W 2011 dziennikarze gazety „The Sunday Times” dokonali prowokacji dziennikarskiej. Oferowali eurodeputowanym korzyści majątkowe do 100 tys. euro rocznie w zamian za forsowanie w Europarlamencie poprawek korzystnych dla ich fikcyjnego przedsiębiorstwa finansowego. Zoran Thaler znalazł się wśród tych, którzy wyrazili zgodę na taką współpracę. Po ujawnieniu tej sprawy (w tym nagrań) zrzekł się mandatu poselskiego, zaprzeczając jednocześnie, by sprawa ta miała charakter korupcyjny.